# Buggerru
Buggerru (en sard, Bugerru) és un municipi italià, dins de la província de Sardenya del Sud. L'any 2007 tenia 1.163 habitants. Es troba a la regió de Sulcis-Iglesiente. Limita amb els municipis de Fluminimaggiore i Iglesias.

## Administració
| Període | Identitat      | Partit        |
| ------- | -------------- | ------------- |
| 2005-   | Silvano Farris | Llista Cívica |